# Mareka (distrikt)
Mareka är ett distrikt i Etiopien.   Det ligger i regionen Southern Nations, i den centrala delen av landet, 270 km sydväst om huvudstaden Addis Abeba.